# Йохана Ларсон
Йохана Ларсон (на шведски: Johanna Larsson) е професионална тенисистка от Швеция.
Професионалната си кариера, Йохана Ларсон стартира през 2005 г. Преди това шведската тенисистка се състезава в различни турнири, организирани от Международната тенис федерация (ITF). От тези турнири, Йохана Ларсон печели общо 11 шампионски титли на сингъл. Първата си титла на сингъл, завоюва на 15.05.2005 г., когато във финалната среща на турнира в шведския град Фалкенбери надиграва своята сънародничка София Арвидсон с резултат 6:1, 6:3.
През 2010 г., Йохана Ларсон регистрира три спечелени турнира на сингъл, които са част от официалния календар на ITF и четири поражения във финалните срещи. В словенския град Порторож на 25.07.2010 г. тя губи първия си финал, който е официална надпревара за титла на Женската тенис асоциация (WTA). По пътя към финалната среща, Йохана Ларсон елиминира последователно своята сънародничка София Арвидсон, Мария Елена Камерин, Анастасия Павлюченкова и Ксения Первак преди да се изправи срещу руската тенисистка Анна Чакветадзе. В края на сметка, младата шведска тенисистка губи в равностоен двусетов мач с резултат 1:6, 2:6. След този финал, Йохана Ларсон достига до престижната 66-а позиция в ранглистата на женския тенис.
В професионалната си кариера, Йохана Ларсон има спечелен един финал на двойки. Това се случва на 19.09.2010 г. по време на турнира „Бел Чалъндж“ в Квебек. Във финалната среща на турнира, заедно със своята сънародничка София Арвдисон сломяват съпротивата на Бетани Матек-Сандс и Барбора Захлавова-Стрицова от Чехия с резултат 6:1, 2:6, 10:6.
В ранглистата на женския тенис, Йохана Ларсон регистрира своето най-добро класиране на сингъл на 11.07.2011 г., когато заема 46-а позиция.
На 12 юни 2011 г. печели шампионската титла на двойки от турнира в датската столица Копенхаген. Във финалната среща заедно със своята немска партньорка Кристин Вьор, преодоляват съпротивата на Кристина Младенович от Франция и Катаржина Питер от Полша с резултат 6:3, 6:3.
През 2016 г. Ларсон участва в Летните олимпийски игри.
През 2017 г. се разкрива публично като лесбийка. От 2015 г. има връзка с партньорката си.